# Циклон (ракета)
Вижте пояснителната страница за други значения на Циклон.
„Циклон“ е съветска/украинска ракета носител, основно използвана за извеждане на спътници от клас „Метеор“ и „Космос“ в ниска околоземна орбита.
Базирана е на междуконтиненталната балистична ракета Р-36, конструирана е от Михаил Янгел в конструкторско бюро „Южно“ в Днепропетровск, произведждана е от „Южен машиностроителен завод“ („Южмаш“) в Днепропетровск (днес Днепро).
Ракетата е представена за пръв път през 1966 г. Има два основни варианта на Циклон: Циклон-2 и Циклон-3 познати като SL-11 и SL-14. Двустепенната Циклон-2 е изстреляна за пръв път на 27 октомври 1967 г. от космодрума Байконур, а „Циклон-3“, която има и трета степен, е изстреляна от космодрума Плесецк на 24 юни 1977 г. Направени са над 100 изстрелвания, от които само 2 провала.
„Цикон-2“ е дълга 35,5-39 метра и тежи 182 тона напълнена с гориво. „Циклон-3“ е дълга 39,7 метра и тежи 186 тона, напълнена с гориво. Тези 2 варианта са все още в употреба.

## Изстрелвания
|                    | Р-36-O           | Циклон-2A        | Циклон-2      | Циклон-3         | Циклон-4  |
| ------------------ | ---------------- | ---------------- | ------------- | ---------------- | --------- |
| Степени            | 2                | 2                | 2             | 3                | 3         |
| Полети             | 24               | 8                | 106           | 121              |           |
| Успешни            | 16               | 6                | 105           | 113              |           |
| Неуспешни          | 7                | 1                | 1             | 5                |           |
| Частично неуспешни | 1                | 1                |               | 3                |           |
| Надеждност         | 66,67%           | 75%              | 99,06%        | 93,39%           |           |
| Първи полет        | 16 декември 1965 | 27 октомври 1967 | 6 август 1969 | 24 юни 1977      |           |
| Последен полет     | 8 август 1971    | 25 януари 1969   | 25 юни 2006   | 24 декември 2004 |           |
| Статут             | Неактивна        | Неактивна        | Активна       | Активна          | Планирана |

| Дата     | Космодрум | Конфигурация | Товар         | Забележки |
| -------- | --------- | ------------ | ------------- | --------- |
| Юни 2008 | Плесецк   | Циклон-3     | Koronas-Foton |           |